# Deutscher Ärztinnenbund
Deutscher Ärztinnenbund (DÄB) är en tysk kvinnoorganisation, grundad 1924.
Det grundades som en förening för kvinnliga läkare. Det blev 1924 Tysklands representant i Medical Women's International Association. 
Föreningen upphörde 1936 under Hitlers diktatur. I och med nationalsocialisternas maktövertagande inleddes standardiseringen av hälso- och sjukvården och de professionella medicinska organisationerna. I mars 1933 hade BDÄ över 900 medlemmar, vilket representerade mer än en fjärdedel av de dåvarande 3 400 kvinnliga läkarna i det tyska riket. 572 kvinnliga läkare beskrevs som "icke-ariska", av vilka ungefär hälften praktiserade i Berlin. Fram till 1933 spelade dessa kollegor en viktig roll i förbundet för tyska läkare. Under synkroniseringen av alla klubbar och föreningar under nationalsocialismen engagerade sig föreningen för NSDAP:s mål och uteslutande av alla judiska eller kommunistiska medlemmar och uteslöts därefter från World Medical Association. I slutet av juni 1933 hade alla kvinnliga läkare av judiskt ursprung utvisats. Detta inkluderade också tre av de sex ledamöterna i grundarstyrelsen, Else Liefmann, Lilly Meyer-Wedell och Laura Turnau. År 1936, enligt de nya rikets medicinska föreskrifter, måste föreningen för tyska kvinnliga läkare upplösas. 
Den återuppstod 1946. 
Det är med i paraplyorganisationen Deutscher Frauenrat.